# Mycobacterium avium
Mycobactérium avium (лат.) — медленно растущий вид микобактерий, входит в группу видов M. avium complex (MAC).

## Патогенность
Mycobacterium avium способен вызывать микобактериоз, проявляется чаще всего поражением дыхательной системы человека с деструкцией легочной ткани, лимфаденитом у детей, диссеминированными процессами у лиц с поражением иммунной системы. Причиной туберкулёза они могут быть только у больных СПИД. За последние 10 лет повсеместно отмечается рост числа заболеваний, вызываемых MAC: в США, Японии, России и ряде стран Европы. MAC считается наиболее частым возбудителем заболеваний человека.
Согласно таблице Дэвидсона, роль M. avium complex в заболеваемости микобактериозом человека оценивается в 5 баллов по 10-балльной шкале.
Большинство культур MAC обладают естественной резистентностью к антибактериальным и часто к противотуберкулезным препаратам.

## Подвиды
В результате исследований Торел и другие синонимизировали часть видов MAC с M. avium, понизив ранг M. paratuberculosis и M. sulvaticum до подвидов:
- Mycobacterium avium subsp. avium (Chester 1901) Thorel et al. 1990
- Mycobacterium avium subsp. paratuberculosis (Bergey et al. 1923) Thorel et al. 1990
- Mycobacterium avium subsp. silvaticum Thorel et al. 1990